# Segunda Divisão Espanhola de 2018–19
A Segunda Divisão Espanhola de 2018–19, também conhecida por motivos publicitários como La Liga 1|2|3, foi a 88.ª edição do segundo nível do campeonato espanhol. O campeonato se iniciou em 17 de agosto de 2018 e terminou no dia 8 de junho de 2019. Teve como campeão o Osasuna.
Em 18 de janeiro de 2019, a LFP expulsou o Reus Deportiu devido ao clube não ter pagado seus jogadores. Em 1 de junho de 2019, o jogador do Extremadura, José Antonio Reyes, morreu em um acidente de carro na sua cidade natal, Utrera, em meio a penúltima rodada do campeonato.

## Sistema de competição
A Segunda Divisão de Espanha 2018-19 será organizado pela Liga Nacional de Fútbol Profesional (LFP).
Como em temporadas anteriores, será composto por uma equipe de 22 clubes em toda a Espanha. Seguindo um sistema de pontos corridos, as 22 equipes se confrontarão em um formato de todos contra todos em jogos de ida e volta totalizando 42 partidas. A ordem dos jogos será decidida por sorteio antes do início da competição.
A classificação final é estabelecida de acordo com a soma dos pontos ganhos em cada confronto, três para uma vitória, um por um empate e nenhum em caso de derrota. Se duas equipes se igualarem em pontos no final do campeonato, os critérios para desempatar a classificação são os seguintes:
1. Saldo de gols no confronto direto.
2. Saldo de gols em todas as partidas do campeonato.

Se três ou mais equipes estiverem empatadas em pontos, os critérios de desempate são:
1. Melhor pontuação no confronto direto entre os clubes envolvidos.
2. Saldo de gols no confronto direto entre os clubes envolvidos.
3. Saldo de gols em todas as partidas do campeonato.
4. O maior número de golos marcados considerando todos os jogos do campeonato.
5. O melhor clube classificado nos escalas de fair play.

## Equipes

### Mudança de times
| Pos | Promovidos à Primeira Divisão |
| --- | ----------------------------- |
| 1º  | Rayo Vallecano                |
| 2º  | Huesca                        |
| 5º  | Valladolid (Play-offs)        |

| Pos | Rebaixados da Primeira Divisão |
| --- | ------------------------------ |
| 18º | Deportivo La Coruña            |
| 19º | Las Palmas                     |
| 20º | Málaga                         |

| Pos    | Promovidos da Terceira Divisão |
| ------ | ------------------------------ |
| 1º G.3 | Mallorca                       |
| 1º G.1 | Rayo Majadahonda               |
| 3º G.3 | Elche                          |
| 4º G.4 | Extremadura                    |

| Pos | Rebaixados à Terceira Divisão |
| --- | ----------------------------- |
| 19º | Cultural Leonesa              |
| 20º | Barcelona B                   |
| 22º | Sevilla Atlético              |

| Pos | Rebaixados à Quarta Divisão |
| --- | --------------------------- |
| 21º | Lorca[a]                    |

- a ^  O Lorca foi rebaixado diretamente para a quarta divisão devido a problemas financeiros.

### Equipes participantes
| Equipe              | Cidade                 | Treinador           | Estádio                   | Capacidade | Material Esportivo |
| ------------------- | ---------------------- | ------------------- | ------------------------- | ---------- | ------------------ |
| Albacete            | Albacete               | Luis Miguel Ramis   | Carlos Belmonte           | 18.000     | Hummel             |
| Alcorcón            | Alcorcón               | Cristóbal Parralo   | Santo Domingo             | 5.100      | Kelme              |
| Almería             | Almeria                | Fran Fernández      | Juegos Mediterráneos      | 15.200     | Nike               |
| Cádiz               | Cádis                  | Álvaro Cervera      | Ramón de Carranza         | 25.033     | Adidas             |
| Córdoba             | Córdova                | Rafa Navarro        | Nuevo Arcángel            | 21.822     | Kappa              |
| Deportivo La Coruña | Corunha                | José Luis Martí     | Abanca-Riazor             | 32.660     | Macron             |
| Elche               | Elche                  | Pacheta             | Manuel Martínez Valero    | 33.732     | Kelme              |
| Extremadura         | Almendralejo           | Manuel Mosquera     | Francisco de la Hera      | 11.580     | Kappa              |
| Gimnàstic           | Tarragona              | Enrique Martín      | Nou Estadi                | 14.591     | Hummel             |
| Granada             | Granada                | Diego Martínez      | Nuevo Los Cármenes        | 22.524     | Erreà              |
| Las Palmas          | Grã Canária            | Pepe Mel            | Gran Canaria              | 32.392     | Acerbis            |
| Lugo                | Lugo                   | Eloy Jiménez        | Anxo Carro                | 7.840      | Hummel             |
| Málaga              | Málaga                 | Víctor Sánchez      | La Rosaleda               | 30.044     | Nike               |
| Mallorca            | Palma de Maiorca       | Vicente Moreno      | Son Moix                  | 23.142     | Umbro              |
| Numancia            | Sória                  | Aritz López Garai   | Nuevo Los Pajaritos       | 9.025      | Erreà              |
| Osasuna             | Pamplona               | Jagoba Arrasate     | El Sadar                  | 18.375     | Hummel             |
| Rayo Majadahonda    | Majadahonda            | Antonio Iriondo     | Cerro del Espino[a]       | 3.376      | Hummel             |
| Real Oviedo         | Oviedo                 | Sergio Egea         | Novo Carlos Tartiere      | 30.500     | Adidas             |
| Reus Deportiu       | Reus                   | N/A                 | Camp Nou Municipal        | 4.500      | Kappa              |
| Sporting de Gijón   | Gijón                  | José Alberto        | El Molinón                | 30.000     | Nike               |
| Tenerife            | Santa Cruz de Tenerife | Luis César Sampedro | Heliodoro Rodríguez López | 24.000     | Hummel             |
| Zaragoza            | Saragoça               | Víctor Fernández    | La Romareda               | 36.596     | Adidas             |

- a ^  O Rayo Majadahonda jogou no Estádio Wanda Metropolitano, em Madrid, durante a primeira etapa das obras de melhoria de seu estádio.[7]

### Mudança de treinadores
| Clube               | Antecessor            | Motivo          | Data da vaga            | Pos           | Sucessor            | Data da nomeação        |
| ------------------- | --------------------- | --------------- | ----------------------- | ------------- | ------------------- | ----------------------- |
| Deportivo La Coruña | Clarence Seedorf      | Resignado       | 22 de maio de 2018      | Pré-temporada | Natxo González      | 22 de maio de 2018      |
| Alcorcón            | Julio Velázquez       | Resignado       | 4 de junho de 2018      | Pré-temporada | Cristóbal Parralo   | 19 de junho de 2018     |
| Lugo                | Francisco             | Consenso mútuo  | 5 de junho de 2018      | Pré-temporada | Javi López          | 17 de junho de 2018     |
| Osasuna             | Diego Martínez        | Demitido        | 7 de junho de 2018      | Pré-temporada | Jagoba Arrasate     | 20 de junho de 2018     |
| Córdoba             | José Ramón Sandoval   | Fim de contrato | 12 de junho de 2018     | Pré-temporada | Francisco           | 28 de junho de 2018     |
| Zaragoza            | Natxo González        | Resignado       | 12 de junho de 2018     | Pré-temporada | Imanol Idiakez      | 18 de junho de 2018     |
| Numancia            | Jagoba Arrasate       | Resignado       | 18 de junho de 2018     | Pré-temporada | Aritz López Garai   | 24 de junho de 2018     |
| Reus Deportiu       | Aritz López Garai     | Consenso mútuo  | 23 de junho de 2018     | Pré-temporada | Xavi Bartolo        | 23 de junho de 2018     |
| Albacete            | Enrique Martín        | Fim do contrato | 30 de junho de 2018     | Pré-temporada | Luis Miguel Ramis   | 24 de junho de 2018     |
| Málaga              | José González         | Fim do contrato | 30 de junho de 2018     | Pré-temporada | Juan Muñiz          | 20 de junho de 2018     |
| Las Palmas          | Paco Jémez            | Fim do contrato | 30 de junho de 2018     | Pré-temporada | Manolo Jiménez      | 26 de maio de 2018      |
| Granada             | Miguel Ángel Portugal | Fim do contrato | 30 de junho de 2018     | Pré-temporada | Diego Martínez      | 14 de junho de 2018     |
| Córdoba             | Francisco             | Resignado       | 2 de agosto de 2018     | Pré-temporada | José Ramón Sandoval | 3 de agosto de 2018     |
| Tenerife            | Joseba Etxeberria     | Demitido        | 17 de setembro de 2018  | 19º           | José Luis Oltra     | 17 de setembro de 2018  |
| Zaragoza            | Imanol Idiakez        | Demitido        | 21 de outubro de 2018   | 16º           | Lucas Alcaraz       | 22 de outubro de 2018   |
| Gimnàstic           | José Antonio Gordillo | Demitido        | 22 de outubro de 2018   | 22º           | Enrique Martín      | 23 de outubro de 2018   |
| Lugo                | Javi López            | Demitido        | 27 de outubro de 2018   | 15º           | Alberto Monteagudo  | 28 de outubro de 2018   |
| Extremadura         | Juan Sabas            | Demitido        | 10 de novembro de 2018  | 21º           | Rodri               | 13 de novembro de 2018  |
| Las Palmas          | Manolo Jiménez        | Demitido        | 16 de novembro de 2018  | 5º            | Paco Herrera        | 16 de novembro de 2018  |
| Sporting de Gijón   | Rubén Baraja          | Demitido        | 18 de novembro de 2018  | 14º           | José Alberto        | 18 de novembro de 2018  |
| Córdoba             | José Ramón Sandoval   | Demitido        | 18 de novembro de 2018  | 21º           | Curro Torres        | 19 de novembro de 2018  |
| Zaragoza            | Lucas Alcaraz         | Demitido        | 17 de dezembro de 2018  | 20º           | Víctor Fernández    | 17 de dezembro de 2018  |
| Reus Deportiu       | Xavi Bartolo          | Resignado       | 5 de fevereiro de 2019  | 22º           | N/A                 | N/A                     |
| Extremadura         | Rodri                 | Demitido        | 16 de fevereiro de 2019 | 19º           | Manuel Mosquera     | 27 de fevereiro de 2019 |
| Córdoba             | Curro Torres          | Demitido        | 25 de fevereiro de 2019 | 21º           | Rafa Navarro        | 25 de fevereiro de 2019 |
| Las Palmas          | Paco Herrera          | Demitido        | 4 de março de 2019      | 11º           | Pepe Mel            | 4 de março de 2019      |
| Deportivo La Coruña | Natxo González        | Demitido        | 7 de abril de 2019      | 5º            | José Luis Martí     | 8 de abril de 2019      |
| Málaga              | Juan Muñiz            | Demitido        | 14 de abril de 2019     | 5º            | Víctor Sánchez      | 15 de abril de 2019     |
| Lugo                | Alberto Monteagudo    | Demitido        | 20 de abril de 2019     | 19º           | Eloy Jiménez        | 21 de abril de 2019     |
| Real Oviedo         | Juan Antonio Anquela  | Demitido        | 22 de abril de 2019     | 9º            | Sergio Egea         | 22 de abril de 2019     |
| Tenerife            | José Luis Oltra       | Demitido        | 12 de maio de 2019      | 17º           | Luis César Sampedro | 13 de maio de 2019      |

## Classificação
Atualizado em 9 de junho de 2019.
| Pos | Equipes             | Pts | J  | V  | E  | D  | GM | GS | SG  | Classificação ou rebaixamento               |
| --- | ------------------- | --- | -- | -- | -- | -- | -- | -- | --- | ------------------------------------------- |
| 1   | Osasuna             | 87  | 42 | 26 | 9  | 7  | 59 | 35 | +24 | Promoção à La Liga de 2019-20               |
| 2   | Granada             | 79  | 42 | 22 | 13 | 7  | 52 | 28 | +24 | Promoção à La Liga de 2019-20               |
| 3   | Málaga              | 74  | 42 | 21 | 11 | 10 | 51 | 31 | +20 | Play-off da Promoção                        |
| 4   | Albacete            | 71  | 42 | 19 | 14 | 9  | 54 | 38 | +16 | Play-off da Promoção                        |
| 5   | Mallorca            | 69  | 42 | 19 | 12 | 11 | 53 | 37 | +16 | Play-off da Promoção                        |
| 6   | Deportivo La Coruña | 68  | 42 | 17 | 17 | 8  | 50 | 32 | +18 | Play-off da Promoção                        |
| 7   | Cádiz               | 64  | 42 | 16 | 16 | 10 | 53 | 36 | +17 |                                             |
| 8   | Real Oviedo         | 63  | 42 | 17 | 12 | 13 | 48 | 48 | 0   |                                             |
| 9   | Sporting de Gijón   | 61  | 42 | 16 | 13 | 13 | 43 | 38 | +5  |                                             |
| 10  | Almería             | 60  | 42 | 15 | 15 | 12 | 51 | 39 | +12 |                                             |
| 11  | Elche               | 55  | 42 | 13 | 16 | 13 | 49 | 52 | –3  |                                             |
| 12  | Las Palmas          | 54  | 42 | 12 | 18 | 12 | 48 | 50 | –2  |                                             |
| 13  | Extremadura         | 53  | 42 | 14 | 11 | 17 | 43 | 47 | –4  |                                             |
| 14  | Alcorcón            | 52  | 42 | 14 | 10 | 18 | 36 | 42 | –6  |                                             |
| 15  | Zaragoza            | 51  | 42 | 13 | 12 | 17 | 49 | 51 | –2  |                                             |
| 16  | Tenerife            | 50  | 42 | 11 | 17 | 14 | 40 | 50 | –10 |                                             |
| 17  | Numancia            | 49  | 42 | 11 | 16 | 15 | 44 | 50 | –6  |                                             |
| 18  | Lugo                | 47  | 42 | 10 | 17 | 15 | 43 | 51 | –8  |                                             |
| 19  | Rayo Majadahonda    | 45  | 42 | 12 | 9  | 21 | 46 | 61 | –15 | Zona de rebaixamento à Segunda B de 2019–20 |
| 20  | Gimnàstic           | 36  | 42 | 9  | 9  | 24 | 30 | 63 | –33 | Zona de rebaixamento à Segunda B de 2019–20 |
| 21  | Córdoba             | 34  | 42 | 7  | 13 | 22 | 48 | 79 | –31 | Zona de rebaixamento à Segunda B de 2019–20 |
| 22  | Reus Deportiu       | 0   | 42 | 5  | 6  | 31 | 16 | 48 | –32 | Desclassificado[a]                          |

- a ^  Em 28 de janeiro de 2019, o Reus Deportiu foi expulso da competição após não pagar salários de seis jogadores. Além da expulsão, o clube catalão também foi multado em 250 mil euros.[1][66]

### Confrontos
|                  | ALB | ALC0 | ALM  | CÁD  | CÓR | DEP0 | ELC0 | EXT | GIM | GRA | LPA0 | LUG | MÁL  | RCM | NUM | OSA | RMA | ROV  | RDU  | SGI0 | TEN0 | ZAR |
| ---------------- | --- | ---- | ---- | ---- | --- | ---- | ---- | --- | --- | --- | ---- | --- | ---- | --- | --- | --- | --- | ---- | ---- | ---- | ---- | --- |
| Albacete         | —   | 2–1  | 1–1  | 1–1  | 3–0 | 1–1  | 1–1  | 1–0 | 2–0 | 0–1 | 4–2  | 1–0 | 1–2  | 2–0 | 0–0 | 2–2 | 1–0 | 0–0  | 1–01 | 1–1  | 2–2  | 2–2 |
| Alcorcón         | 0–1 | —    | 0–0  | 1–2  | 2–1 | 1–0  | 1–0  | 0–1 | 0–1 | 1–0 | 2–0  | 0–0 | 1–4  | 1–0 | 1–1 | 0–0 | 2–0 | 2–0  | 0–1  | 1–1  | 1–1  | 2–0 |
| Almería          | 3–0 | 0–0  | —    | 0–0  | 3–1 | 1–1  | 5–3  | 1–1 | 3–0 | 0–0 | 3–0  | 1–1 | 0–1  | 2–0 | 1–0 | 0–1 | 2–2 | 0–1  | 2–0  | 2–1  | 1–1  | 2–1 |
| Cádiz            | 1–0 | 0–2  | 1–0  | —    | 1–1 | 3–0  | 5–1  | 0–1 | 1–1 | 0–0 | 4–1  | 1–1 | 1–1  | 1–1 | 2–1 | 0–0 | 1–0 | 1–1  | 2–0  | 0–0  | 2–0  | 3–3 |
| Córdoba          | 1–3 | 0–0  | 1–0  | 1–3  | —   | 1–1  | 1–1  | 4–2 | 4–3 | 1–2 | 4–1  | 0–4 | 1–1  | 3–2 | 3–3 | 2–3 | 1–1 | 2–4  | 1–01 | 1–2  | 1–1  | 0–3 |
| La Coruña        | 2–0 | 2–2  | 0–0  | 1–1  | 2–0 | —    | 4–0  | 1–2 | 1–1 | 2–1 | 0–1  | 0–0 | 1–1  | 1–0 | 2–2 | 2–0 | 0–2 | 4–0  | 2–0  | 1–0  | 0–0  | 3–1 |
| Elche            | 0–1 | 3–1  | 2–2  | 1–0  | 1–0 | 0–0  | —    | 2–0 | 1–0 | 0–0 | 0–0  | 2–1 | 2–0  | 1–1 | 1–1 | 1–2 | 2–1 | 1–2  | 0–2  | 0–0  | 3–0  | 2–0 |
| Extremadura      | 1–2 | 3–0  | 1–0  | 2–1  | 3–0 | 0–1  | 2–2  | —   | 0–1 | 1–3 | 1–2  | 0–0 | 1–0  | 0–0 | 0–1 | 2–3 | 1–1 | 0–2  | 1–01 | 0–3  | 1–0  | 0–3 |
| Gimnàstic        | 1–0 | 1–3  | 2–2  | 2–3  | 1–0 | 1–3  | 3–3  | 0–1 | —   | 0–1 | 0–0  | 1–1 | 0–1  | 2–1 | 2–0 | 1–0 | 0–1 | 2–1  | 1–01 | 0–0  | 1–1  | 1–3 |
| Granada          | 1–1 | 2–1  | 1–0  | 1–1  | 4–2 | 0–1  | 2–1  | 0–0 | 2–0 | —   | 1–1  | 1–1 | 1–0  | 1–0 | 0–0 | 2–0 | 3–0 | 1–0  | 1–01 | 1–2  | 2–1  | 1–0 |
| Las Palmas       | 1–1 | 0–0  | 0–0  | 0–3  | 1–0 | 1–1  | 0–1  | 1–1 | 4–0 | 2–2 | —    | 4–1 | 1–0  | 1–2 | 3–0 | 4–1 | 3–2 | 0–0  | 2–0  | 1–0  | 1–1  | 1–1 |
| Lugo             | 0–3 | 0–1  | 4–2  | 1–2  | 2–1 | 1–0  | 2–2  | 1–1 | 1–0 | 1–2 | 4–2  | —   | 1–2  | 1–1 | 3–2 | 2–2 | 3–2 | 0–2  | 1–01 | 0–0  | 0–0  | 1–2 |
| Málaga           | 2–1 | 1–0  | 1–1  | 1–0  | 3–0 | 0–0  | 3–0  | 1–2 | 2–0 | 0–1 | 0–0  | 2–1 | —    | 0–1 | 2–0 | 1–2 | 1–0 | 3–0  | 0–3  | 1–1  | 1–0  | 3–1 |
| Mallorca         | 1–3 | 2–0  | 1–0  | 1–0  | 3–0 | 1–0  | 1–1  | 1–1 | 2–0 | 1–1 | 2–2  | 3–0 | 1–2  | —   | 1–0 | 1–0 | 2–0 | 1–0  | 1–01 | 2–1  | 4–1  | 3–0 |
| Numancia         | 1–2 | 2–0  | 0–2  | 1–1  | 3–2 | 1–2  | 1–0  | 1–0 | 3–0 | 2–1 | 1–1  | 3–0 | 1–1  | 1–1 | —   | 1–1 | 1–2 | 2–3  | 1–01 | 1–2  | 2–0  | 1–0 |
| Osasuna          | 2–0 | 2–1  | 3–1  | 2–1  | 3–1 | 2–1  | 1–1  | 1–0 | 1–0 | 1–0 | 2–0  | 1–0 | 2–1  | 2–0 | 0–0 | —   | 3–0 | 1–0  | 1–01 | 1–0  | 2–0  | 1–0 |
| Rayo Majadahonda | 2–3 | 2–0  | 2–0  | 1–1  | 0–0 | 0–0  | 1–3  | 1–4 | 1–0 | 0–3 | 0–0  | 1–0 | 0–1  | 0–1 | 4–0 | 1–1 | —   | 1–0  | 1–01 | 2–1  | 1–3  | 2–2 |
| Real Oviedo      | 1–0 | 1–0  | 1–2  | 2–1  | 3–3 | 1–1  | 1–1  | 1–1 | 0–2 | 1–1 | 1–1  | 1–1 | 0–0  | 1–1 | 1–0 | 2–1 | 4–3 | —    | 3–0  | 2–1  | 1–0  | 0–4 |
| Reus Deportiu    | 1–2 | 0–11 | 0–11 | 0–11 | 1–1 | 0–11 | 0–11 | 1–4 | 1–1 | 1–2 | 0–11 | 0–0 | 0–11 | 0–2 | 1–1 | 0–1 | 2–1 | 0–11 | —    | 0–11 | 0–11 | 0–0 |
| Sporting Gijón   | 0–2 | 2–0  | 1–0  | 1–0  | 0–0 | 1–2  | 1–1  | 2–0 | 2–0 | 1–0 | 1–0  | 0–0 | 2–2  | 1–0 | 1–1 | 0–2 | 2–3 | 1–0  | 1–1  | —    | 2–1  | 1–2 |
| Tenerife         | 0–0 | 3–2  | 1–3  | 1–0  | 0–2 | 2–2  | 2–1  | 0–0 | 2–0 | 1–1 | 2–1  | 0–0 | 0–0  | 2–2 | 1–1 | 3–2 | 2–1 | 2–1  | 0–1  | 0–1  | —    | 1–0 |
| Zaragoza         | 0–0 | 0–2  | 1–2  | 0–1  | 0–0 | 0–1  | 1–0  | 2–1 | 3–0 | 0–2 | 1–1  | 0–2 | 0–2  | 2–2 | 0–0 | 1–1 | 2–1 | 2–0  | 1–01 | 4–2  | 1–1  | —   |

1 W.O.
     Vitória do mandante;
     Vitória do visitante;
     Empate.

## Play-offs

### Esquema
|  | Semifinais          | Semifinais | Semifinais | Semifinais |   |                     | Final | Final | Final | Final |
|  |                     |            |            |            |   |                     |       |       |       |       |
|  | Deportivo La Coruña | 4          | 1          | 5          |   |                     |       |       |       |       |
|  | Málaga              | 2          | 0          | 2          |   |                     |       |       |       |       |
|  | Málaga              | 2          | 0          | 2          |   | Deportivo La Coruña | 2     | 0     | 2     |       |
|  |                     |            |            |            |   | Deportivo La Coruña | 2     | 0     | 2     |       |
|  |                     | Mallorca   | 0          | 3          | 3 |                     |       |       |       |       |
|  | Mallorca            | Mallorca   | 0          | 3          | 3 | 2                   | 0     | 2     |       |       |
|  | Mallorca            |            |            |            |   | 2                   | 0     | 2     |       |       |
|  | Albacete            | 0          | 1          | 1          |   |                     |       |       |       |       |

### Semifinais

#### Jogos de ida
| 12 de junho de 2019 | Deportivo La Coruña                               | 4 – 2     | Málaga                        | Abanca-Riazor, Corunha              |
| 21:00 (UTC+2)       | Fernández 21' (pen.), 63' · Pedro 56' · Valle 78' | Relatório | 18' Hernández · 37' Ontiveros | Público: 24 140 Árbitro: César Soto |

| 13 de junho de 2019 | Mallorca                   | 2 – 0     | Albacete | Son Moix, Palma de Maiorca           |
| 21:00 (UTC+2)       | Suárez 29' · Rodríguez 89' | Relatório |          | Público: 15 103 Árbitro: Juan Pulido |

#### Jogos de volta
| 15 de junho de 2018 | Málaga | 0 – 1     | Deportivo La Coruña | La Rosaleda, Málaga                          |
| 21:00 (UTC+2)       |        | Relatório | 82' Bergantiños     | Público: 27 275 Árbitro: Isidro Díaz de Mera |

| 16 de junho de 2019 | Albacete | 1 – 0     | Mallorca | Carlos Belmonte, Albacete               |
| 19:00 (UTC+2)       | Bela 16' | Relatório |          | Público: 13 306 Árbitro: Jorge Figueroa |

### Final

#### Jogo de ida
| 20 de junho de 2019 | Deportivo La Coruña       | 2 – 0     | Mallorca | Abanca-Riazor, Corunha                   |
| 21:00 (UTC+2)       | Cartabia 37' · Quique 79' | Relatório |          | Público: 29 271 Árbitro: Daniel Trujillo |

#### Jogo de volta
| 23 de junho de 2019 | Mallorca                              | 3 – 0     | Deportivo La Coruña | Son Moix, Palma de Maiorca                |
| 21:00 (UTC+2)       | Budimir 21' · Sevilla 62' · Abdón 82' | Relatório |                     | Público: 21 210 Árbitro: Valentín Pizarro |

O Mallorca venceu no placar agregado por 3–2 e disputará a La Liga de 2019–20.

## Desempenho
Clubes que lideraram o campeonato ao final de cada rodada:
| Rodadas | Rodadas | Rodadas | Rodadas | Rodadas | Rodadas | Rodadas | Rodadas | Rodadas | Rodadas | Rodadas | Rodadas | Rodadas | Rodadas | Rodadas | Rodadas | Rodadas | Rodadas | Rodadas | Rodadas | Rodadas | Rodadas | Rodadas | Rodadas | Rodadas | Rodadas | Rodadas | Rodadas | Rodadas | Rodadas | Rodadas | Rodadas | Rodadas | Rodadas | Rodadas | Rodadas | Rodadas | Rodadas | Rodadas | Rodadas | Rodadas | Rodadas |
| ------- | ------- | ------- | ------- | ------- | ------- | ------- | ------- | ------- | ------- | ------- | ------- | ------- | ------- | ------- | ------- | ------- | ------- | ------- | ------- | ------- | ------- | ------- | ------- | ------- | ------- | ------- | ------- | ------- | ------- | ------- | ------- | ------- | ------- | ------- | ------- | ------- | ------- | ------- | ------- | ------- | ------- |
| 1       | 2       | 3       | 4       | 5       | 6       | 7       | 8       | 9       | 10      | 11      | 12      | 13      | 14      | 15      | 16      | 17      | 18      | 19      | 20      | 21      | 22      | 23      | 24      | 25      | 26      | 27      | 28      | 29      | 30      | 31      | 32      | 33      | 34      | 35      | 36      | 37      | 38      | 39      | 40      | 41      | 42      |
| LPA     | MÁL     | MÁL     | MÁL     | MÁL     | MÁL     | MÁL     | MÁL     | MÁL     | MÁL     | MÁL     | GRA     | GRA     | ALC     | ALC     | ALC     | GRA     | GRA     | GRA     | GRA     | GRA     | GRA     | GRA     | GRA     | ALB     | ALB     | OSA     | OSA     | OSA     | OSA     | OSA     | OSA     | OSA     | OSA     | OSA     | OSA     | OSA     | OSA     | OSA     | OSA     | OSA     | OSA     |

Clubes que ficaram na última posição do campeonato ao final de cada rodada:
| Rodadas | Rodadas | Rodadas | Rodadas | Rodadas | Rodadas | Rodadas | Rodadas | Rodadas | Rodadas | Rodadas | Rodadas | Rodadas | Rodadas | Rodadas | Rodadas | Rodadas | Rodadas | Rodadas | Rodadas | Rodadas | Rodadas | Rodadas | Rodadas | Rodadas | Rodadas | Rodadas | Rodadas | Rodadas | Rodadas | Rodadas | Rodadas | Rodadas | Rodadas | Rodadas | Rodadas | Rodadas | Rodadas | Rodadas | Rodadas | Rodadas | Rodadas |
| ------- | ------- | ------- | ------- | ------- | ------- | ------- | ------- | ------- | ------- | ------- | ------- | ------- | ------- | ------- | ------- | ------- | ------- | ------- | ------- | ------- | ------- | ------- | ------- | ------- | ------- | ------- | ------- | ------- | ------- | ------- | ------- | ------- | ------- | ------- | ------- | ------- | ------- | ------- | ------- | ------- | ------- |
| 1       | 2       | 3       | 4       | 5       | 6       | 7       | 8       | 9       | 10      | 11      | 12      | 13      | 14      | 15      | 16      | 17      | 18      | 19      | 20      | 21      | 22      | 23      | 24      | 25      | 26      | 27      | 28      | 29      | 30      | 31      | 32      | 33      | 34      | 35      | 36      | 37      | 38      | 39      | 40      | 41      | 42      |
| RDU     | RMA     | CÓR     | GIM     | EXT     | CÓR     | CÓR     | EXT     | CÓR     | GIM     | CÓR     | GIM     | GIM     | GIM     | GIM     | GIM     | GIM     | GIM     | GIM     | GIM     | GIM     | GIM     | GIM     | GIM     | GIM     | RDU     | RDU     | RDU     | RDU     | RDU     | RDU     | RDU     | RDU     | RDU     | RDU     | RDU     | RDU     | RDU     | RDU     | RDU     | RDU     | RDU     |

## Estatísticas
| Pos. | Jogador             | Equipe              | Gols |
| ---- | ------------------- | ------------------- | ---- |
| 1    | Álvaro Giménez      | Almería             | 20   |
| 2    | Quique              | Deportivo La Coruña | 16   |
| 3    | Rubén Castro        | Las Palmas          | 15   |
| 3    | Enric Gallego       | Extremadura         | 15   |
| 5    | Juan Muñoz          | Alcorcón            | 13   |
| 6    | Federico Piovaccari | Córdoba             | 12   |
| 6    | Roberto Torres      | Osasuna             | 12   |
| 6    | Juan Villar         | Osasuna             | 12   |
| 9    | Jérémie Bela        | Albacete            | 11   |
| 9    | Uroš Đurđević       | Sporting de Gijón   | 11   |
| 9    | Lago Junior         | Mallorca            | 11   |
| 9    | Aitor Ruibal        | Rayo Majadahonda    | 11   |
| 9    | Roman Zozulya       | Albacete            | 11   |

| Pos. | Jogador           | Equipe              | Assis. |
| ---- | ----------------- | ------------------- | ------ |
| 1    | Rubén García      | Osasuna             | 11     |
| 1    | Álvaro Vadillo    | Granada             | 11     |
| 3    | Álvaro Tejero     | Albacete            | 10     |
| 4    | Salva Sevilla     | Mallorca            | 9      |
| 5    | Gustavo Blanco    | Málaga              | 8      |
| 5    | Lago Junior       | Mallorca            | 8      |
| 5    | Alain Oyarzun     | Numancia            | 8      |
| 8    | Federico Cartabia | Deportivo La Coruña | 7      |
| 8    | Néstor Susaeta    | Albacete            | 7      |
| 8    | Fede Vico         | Granada             | 7      |
| 8    | Fran Villalba     | Numancia            | 7      |

### Hat-tricks
Atualizado em 9 de junho de 2019
| Jogador          | Para                | Contra           | Resultado | Data                   | Ref.   |
| ---------------- | ------------------- | ---------------- | --------- | ---------------------- | ------ |
| Enric Gallego    | Extremadura         | Rayo Majadahonda | 4–1       | 22 de setembro de 2018 | [ 68 ] |
| Carlos Fernández | Deportivo La Coruña | Elche            | 4–0       | 12 de outubro de 2018  | [ 69 ] |
| Enric Gallego4   | Extremadura         | Reus Deportiu    | 4–1       | 17 de novembro de 2018 | [ 70 ] |
| Darwin Machís    | Cádiz               | Las Palmas       | 3–0       | 14 de abril de 2019    | [ 71 ] |
| Marc Gual        | Zaragoza            | Córdoba          | 3–0       | 28 de abril de 2019    | [ 72 ] |
| Álvaro Giménez   | Almería             | Elche            | 5–3       | 12 de maio de 2019     | [ 73 ] |

4 Jogador marcou quatro gols